# Habenaria vasquezii
Habenaria vasquezii är en orkidéart som beskrevs av Dodson. Habenaria vasquezii ingår i släktet Habenaria och familjen orkidéer.
Artens utbredningsområde är Bolivia. Inga underarter finns listade i Catalogue of Life.